# Ernst Albrecht (Industrieller)
Ernst Albrecht (* 23. Februar 1877 in Aussig; † 5. Februar 1960 in Hamburg) war ein deutscher Mineralölindustrieller.

## Leben

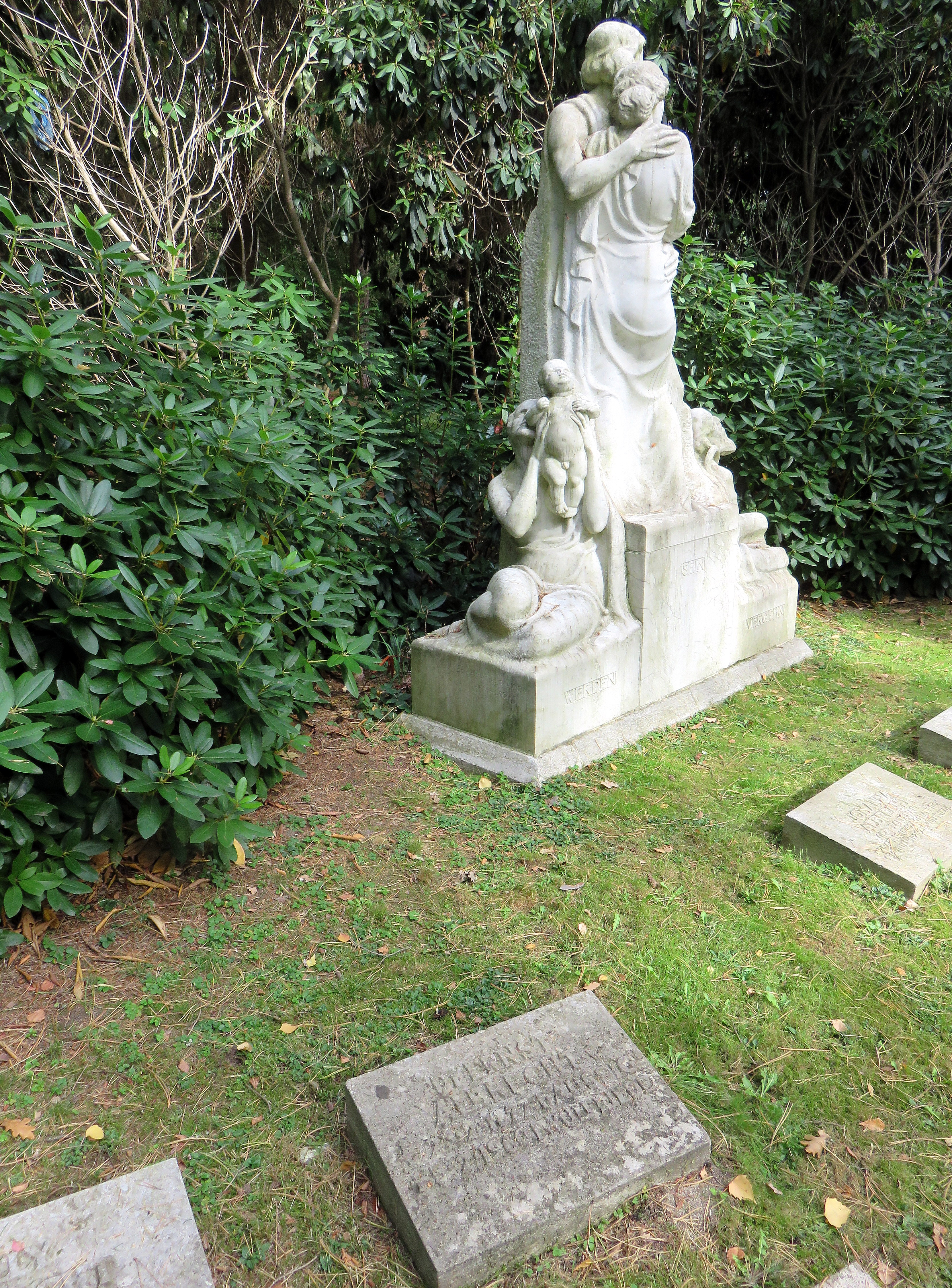
Kissenstein (Vordergrund) für Ernst Albrecht auf dem Friedhof Ohlsdorf

Ernst Albrecht wurde als Sohn des Hamburger Mineralölindustriellen Max Albrecht geboren. Nach dem Besuch des Gymnasiums in Hamburg studierte er an den Universitäten Tübingen, Heidelberg und Kiel Chemie. In Tübingen wurde er 1896 Mitglied des Corps Suevia. Nach seiner Promotion zum Dr. phil. an der Universität Kiel 1900 forschte er noch ein Jahr auf dem Gebiet der Erdölchemie bei Carl Engler an der Technischen Hochschule Karlsruhe. Anschließend trat er in die seit 1891 bestehenden väterlichen Mineralwerke Albrecht & Co. in Hamburg ein, deren Inhaber und persönlich haftender Gesellschafter er wurde.
Im Ersten Weltkrieg leitete er von Dezember 1916 bis Kriegsende die Mineralölabteilung der Militärverwaltung Rumänien.
Albrecht war Mitglied der Handelskammer Hamburg und Mitglied ihrer Industriekommission. Er war stellvertretender Vorsitzender des Erdölreichsverbandes.
Auf dem Hamburger Friedhof Ohlsdorf befindet sich bei Planquadrat N 23 / O 23 (Cordesallee beim Wasserturm) im Bereich der Familiengrabstätte Max Albrecht ein Kissenstein für Ernst Albrecht mit einer Skulpturengruppe von Arthur Bock.

## Auszeichnungen
Ernst Albrecht war Träger folgender Orden:
- Eisernes Kreuz II. und I. Klasse
- Ritterkreuz des Ordens der Württembergischen Krone mit Schwertern
- Hanseatenkreuz
- Eiserner Halbmond
- Bulgarischer Kronenorden

## Schriften
- Zur Kenntnis des β-Benzylisochinolins und seiner Homologen. Kiel: Peters 1900, zugl. Kiel, Univ., Diss., 1900

Albrecht war Mitarbeiter des von Carl Engler und Hans Höfer von Heimhalt 1909 herausgegebenen Sammelwerkes Das Erdöl.